# Abu Nidal
Abu Nidal ((arap. أبو نضال), rođen kao Sabri Khalil al-Banna, Jaffa, svibanj, 1937. - Bagdad, Irak, 16. kolovoza 2002.), bio je palestinski terorist.
Bježi iz Jaffe 1948. i pridružuje se 1960-ih, oslobodilačkoj organizaciji Al Fatah. Poslije razilaska s Fatahom i njegovim vođom Jaserom Arafatom 1974., osniva ekstremniju skupinu Fatah - revolucionarno vijeće (Fatah-RC), poznatu pod nazivom Abu Nidal Organizacija (ANO). Skupina je izvodila terorističke napade, između ostalog, na zračne luke i zrakoplove, a Nidal je bio na tjeralicama brojnih država. PLO ga je osudio na smrt jer je ležao iza ubojstva nekoliko vođa PLO-a. Zajedno sa svojom organizacijom planirao je uništiti cionistički pokret i državu Izrael. Uglavnom je obitavao u Iraku, Siriji i Libiji. Umro je pod nerazjašnjenim okolnostima 2002. godine. Neki misle da je počinio samoubojstvo a drugi da je ubijen pa nalogu iračke vlade.

## Vanjske poveznice
- Incidents attributed to the Abu Nidal Organization, Global Terrorism Database